# Hutsuls

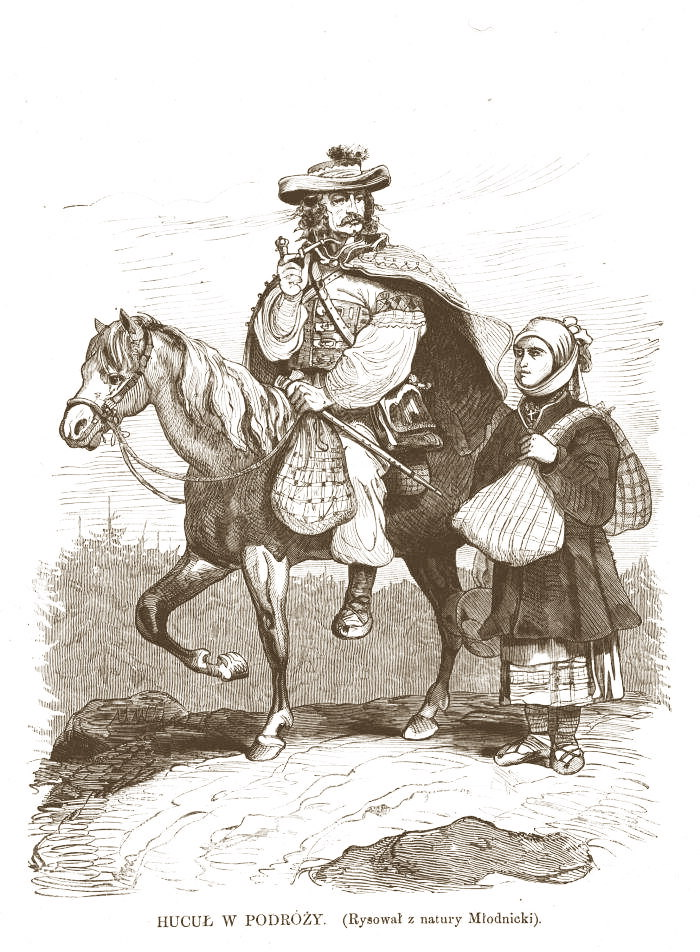
Viatjants hutsuls a una litografia del 1872

Els hutsuls (en ucraïnès: гуцули i en romanès: huţuli) són un grup ètnic ucraïnès que viu sobretot a la serralada dels Carpats d'Ucraïna i també a les zones veïnes muntanyenques de Romania (a les zones de Bucovina i de Maramureş). S'estima que la població hutsul compta amb més de 26.000 individus (uns 21.400 a Ucraïna i 3.890 a Romania).

## Llengua
La llengua parlada pels hutsuls es considera generalment com una varietat de l'ucraïnès tot i que comporta influències importants del polonès i del romanès. Actualment, arran del fet que l'educació es fa obligatòriament en ucraïnès estàndard aquesta varietat es troba en perill d'extinció. Amb tot recentment alguns moviments miren de reviscolar l'ús del hutsul.
La varietat d'aquest poble fou estudiada per un lingüista polonès, Jan Janów, que deixà molt de material inèdit a la seva mort. A partir d'aquest fons Janusz Rieger va editar un atles lingüístic, A Lexical Atlas of the Hutsul Dialects of the Ukrainian Language, el 1996.

## Història

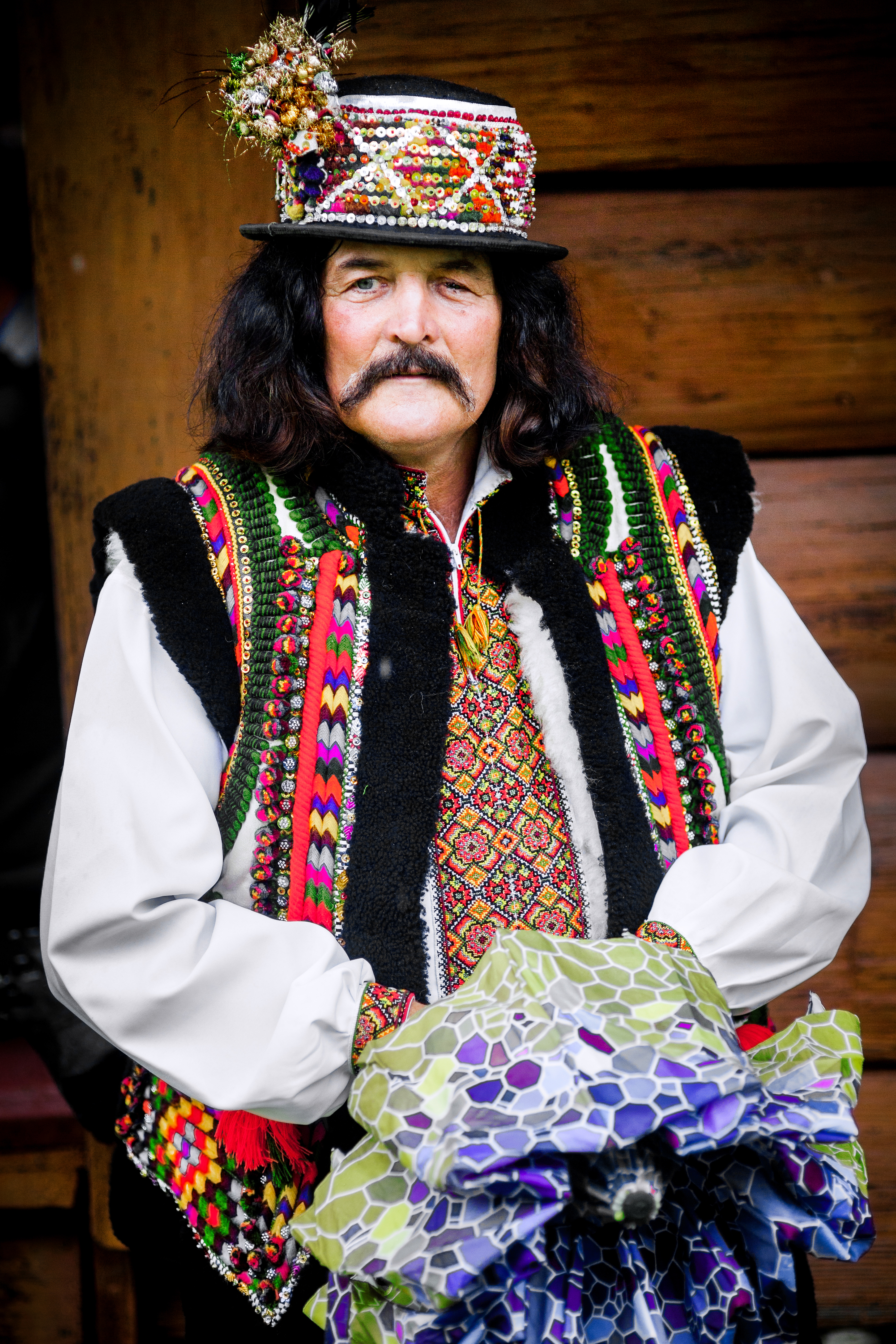
Hutsul amb el seu vestit regional el 2014.

L'origen dels hutsuls roman bastant desconegut tot i que llur presència a Bucovina i a Rutènia és atestada d'ençà les acaballes del segle xv. El mateix nom d'aquesta ètnia conserva cert misteri tot i que una de les hipòtesis més plausibles és que derivi del romanès hoţul "el lladre", forma amb article derivada de hoţ "lladre".

### República hutsul
A conseqüència de la desfeta d'Hongria a la fi de la Primera Guerra Mundial, es va produir al novembre de 1918 una insurrecció contra el règim hongarès. El comandant Stepan Klochurak va proclamar la República hutsul amb capital a Iassínia el 9 de gener de 1919, ocupant el càrrec de president d'aquest nou estat. Amb tot aquesta entitat no durà gaire, ja que la invasió del territori per part de Romania al juny de 1919 va acabar amb la independència del país.

## Cultura i tradicions

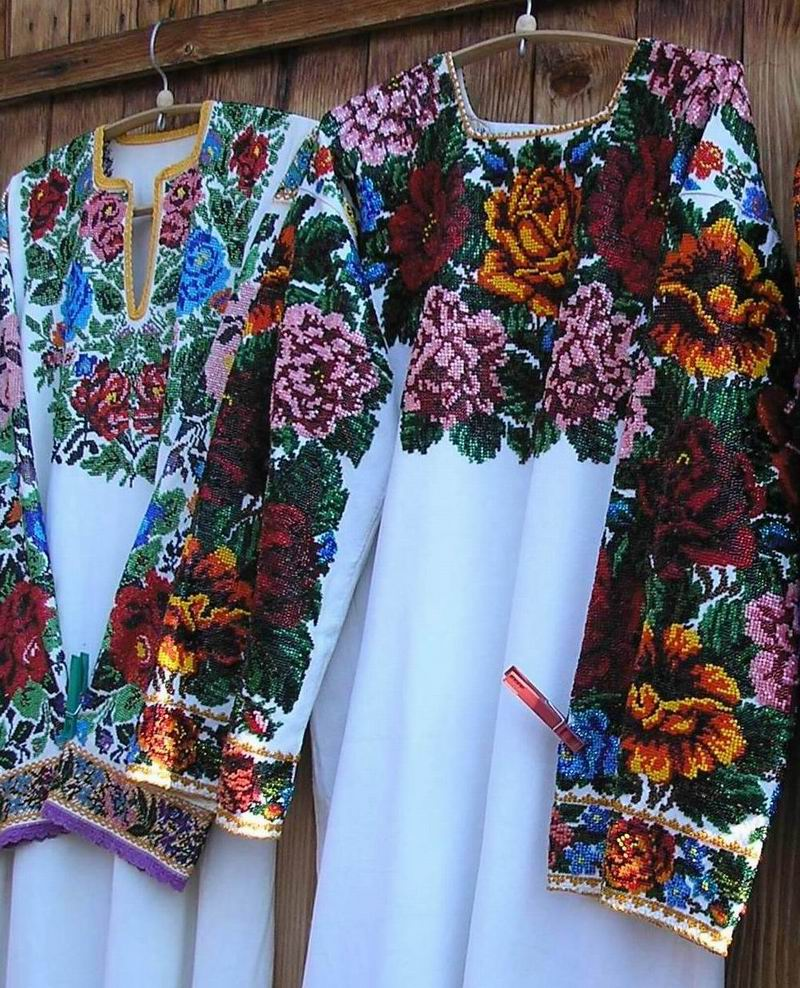
Vestits tradicionals hutsuls

La cultura hutsul presenta semblances clares amb els altres grups ètnics de l'oest d'Ucraïna, sobretot amb els pobles lemkos i boikos, i també amb diverses ètnies muntanyenques més allunyades com ara els gorals, poble present a Polònia i Eslovàquia. Alhora, alguns etnòlegs han notat similituds notables amb les poblacions valaques de Moràvia i diverses tradicions del nord de Romania.
Pel que fa a les creences religioses la majoria dels hutsuls són catòlics de ritu grec o ortodoxos.